# Jarle Bernhoft
Jarle Bernhoft (prononcé en norvégien: [ˈjɑɭə ˈbæɳhʊft]; né le 27 juin 1976), aussi connu sous le nom de Bernhoft, est un multi-instrumentiste norvégien, chanteur et compositeur. Bernhoft est né à Nittedal en Norvège, mais vit actuellement à New York. Ses chansons les plus connues sont : « Streetlights », « Shout », « Choices » et « C'mon Talk ».

## En groupe
Jarle Bernhoft fut membre du groupe Explicit Lyrics, avec Fridtjof "Joff" Nilsen. 
Après la séparation du groupe, Bernhoft, chanteur et parolier, et Nilsen, guitariste, rejoignirent le batteur Fredrik Wallumrød et le bassiste Vemund Stavnes, pour former le groupe Span. Après deux EPs, Baby's Come Back (2002) et Found (2003), Span sortit deux albums qui reçurent un certain succès : Mass Distraction (2004) et Vs. Time (2005). Le groupe se sépara en 2005. 
Les contributions de Bernhoft, enregistrements et concerts, sont nombreuses, principalement avec des artistes norvégiens tels que : Hanne Hukkelberg, Dadafon, Bigbang et The Køhn/Johansen Sextet. 
Il a également joué au sein du groupe Green Granadas sous le nom de scène "Rod Hot".

## En solo
Le 1er septembre 2008, Bernhoft sort son premier album solo : Ceramik City Chronicles. En janvier 2010, il sort un double album live intitulé 1:Man 2:Band, dont la moitié des pistes proviennent d'enregistrements d'un concert solo donné au Kampen Bistro, un café jazz d'Oslo. L'autre moitié est tirée de concerts donnés au Rockefeller Music Hall et au Molde Jazz Festival, cette fois accompagné d'un groupe.
Son second album solo, Solidarity Breaks, parait l'année suivante, en janvier 2011. Dès février, il atteint la seconde place du top 30 norvégien. En août, il a été à la première place du classement pendant 9 semaines.
Les producteurs du Ellen Degeneres Show trouvent sa vidéo sur YouTube et l'invitent sur le plateau en septembre 2011, où il jouera sa chanson "C'mon Talk".
Il a également fait la première partie des concerts de Ben l'oncle soul.

## Discographie

### Albums
Avec Explicit Lyrics
- 1996: Fleshpulse
- 1997: Flow
- 1998: Lipshave

Avec Span
- 2004: Mass Distraction
- 2005: Vs. Time

En solo
- 2008: Ceramik City Chronicles
- 2010: 1:Man 2:Band
- 2011: Solidarity Breaks
- 2011: Walk with Me
- 2014: Islander
- 2016: Stop/Shutup/Shout It Out (EP)
- 2017: The Morning Comes (EP)
- 2018:  Humanoid
- 2021: Dancing On My Knees
- 2022 Hver gang vi møtes

### Singles
Avec Span
- 2001: "Missing in Stereo"
- 2002: "Oh My Way Down"
- 2003: "Papa"
- 2004: "Don't Think the Way They Do"
- 2005: "Cut Like Diamonds"

En solo
- 2008: "Streetlights"
- 2008: "Sunday"
- 2009: "Fly Away"
- 2015: "Everyone's A Stranger"
- 2021: "All My Loving"
- 2021: "Clearly Confused"
- 2021: "Call out Kids"
- 2021: "Say It Isn't So"
- 2022: "Like the Way"